# Roboul
Le torrent de Roboul est une rivière française du département des Pyrénées-Orientales de la nouvelle région Occitanie, en Roussillon et un affluent gauche du fleuve l'Agly.

## Géographie
De 17,7 kilomètres de longueur, le Roboul prend sa source sur la commune de Vingrau, sur le flanc est de la Serra à 510 mètres d'altitude.
Il coule globalement du nord-ouest vers le sud-est.
Il conflue sur la commune de Rivesaltes, à 21 mètres d'altitude.
Les cours d'eau voisins sont l'Agly au sud, le Verdouble à l'ouest et l'étang de Leucate au nord-est.

### Communes et cantons traversés
Dans le seul département des Pyrénées-Orientales (66), le torrent de Roboul traverse les cinq communes suivantes, dans le sens amont vers aval, de Vingrau (source), Opoul-Périllos, Salses-le-Château, Espira-de-l'Agly, Rivesaltes, (confluence).
Soit en termes de cantons, le torrent de Roboul traverse un seul canton, prend source et conflue le seul canton de la Vallée de l'Agly, le tout dans l'arrondissement de Perpignan.

### Bassin versant
Le torrent de Roboul traverse une seule zone hydrographique L'Agly du Verdouble au ruisseau de Roboul inclus (Y066) pour une superficie de 1 019 km2.

### Organisme gestionnaire
L'organisme gestionnaire est le SMBVA ou syndicat mixte du bassin versant de l'Agly, créé en janvier 2015, et sis à Saint-Paul-de-Fenouillet,,.

## Affluents
Le torrent de Roboul n'a aucun affluent référencé, donc son rang de Strahler est donc de un. Néanmoins Géoportail signale de nombreux correcs affluents.